# Shinsei Ryū
Shinsei Ryū (jap. 笠 真生, Ryū Shinsei; * 1976 oder 1977) ist ein japanischer theoretischer Physiker, der sich mit theoretischer Festkörperphysik befasst. Er ist derzeit Professor an der Princeton University.
Ryū studierte Physik an der Universität Tokio mit dem Bachelor-Abschluss 2000 und dem Master-Abschluss 2002 und wurde dort 2005 bei Yasuhiro Hatsugai promoviert. Als Post-Doktorand war er bis 2008 am Kavli Institute for Theoretical Physics, wo er mit Tadashi Takayanagi zusammenarbeitete. 2008 bis 2011 war er an der University of California, Berkeley. 2011 bis 2017 war er Assistant Professor an der University of Illinois at Urbana-Champaign. Anschließend war er Associate Professor an der University of Chicago, bevor er nach Princeton wechselte.
Er befasst sich theoretisch mit Festkörpersystemen, in denen quantenmechanische und topologische Phänomene eine besondere Rolle spielen. Zum Beispiel unkonventionelle Supraleiter, Kohlenstoffnanoröhren und Graphen und topologische Isolatoren. Dabei wandte er auch Methoden der Stringtheorie an.
Ryū ist für eine Arbeit mit Tadashi Takayanagi von 2006 bekannt, in der sie die Entropie aus Quantenverschränkung in konformen Feldtheorien über die Bekenstein-Hawking-Entropie Schwarzer Löcher berechnen im Rahmen von Juan Maldacenas AdS/CFT-Korrespondenz, in der konformen Feldtheorien auf einer Oberfläche eine Gravitationstheorie im umschlossenen Volumen entspricht (Ryu-Takayanagi-Formel). Das hat auch Anwendungen in der Festkörperphysik, da dort in vielen Systemen am kritischen Punkt ebenfalls konforme Feldtheorien eine Rolle spielen. Mit Andreas Schnyder, Akira Furusaki und Andreas Ludwig entwickelte er eine Klassifikation topologischer Isolatoren und topologischer Supraleiter in drei Raumdimensionen. Er befasste sich auch mit dem fraktionalen Quanten-Hall-Effekt und quantenmagnetischen Systemen.
2002/03 war er Fellow der Japan Society for the Promotion of Science und 2014 Sloan Fellow. 2012 erhielt er den Preis für Festkörperphysik in Japan, 2013 den Nishinomiya-Yukawa-Preis, 2015 gemeinsam mit Tadashi Takayanagi, Horacio Casini und Marina Huerta den New Horizons in Physics Prize und mit Akira Furusaki den Nishina-Preis. 2024 wurde er wiederum gemeinsam mit Tadashi Takayanagi, Horacio Casini und Marina Huerta mit der Dirac-Medaille (ICTP) ausgezeichnet.

## Schriften
- mit Takayanagi: Holographic derivation of entanglement entropy from AdS/CFT. In: Physical Review Letters. Band 96, 2006, S. 181602, Arxiv
- mit Andreas Schnyder, Akira Furusaki, Andreas Ludwig: Topological insulators and superconductors: ten-fold way and dimensional hierarchy. In: New J. Phys. Band 12, 2010, S. 065010, Arxiv